# Wolfgang

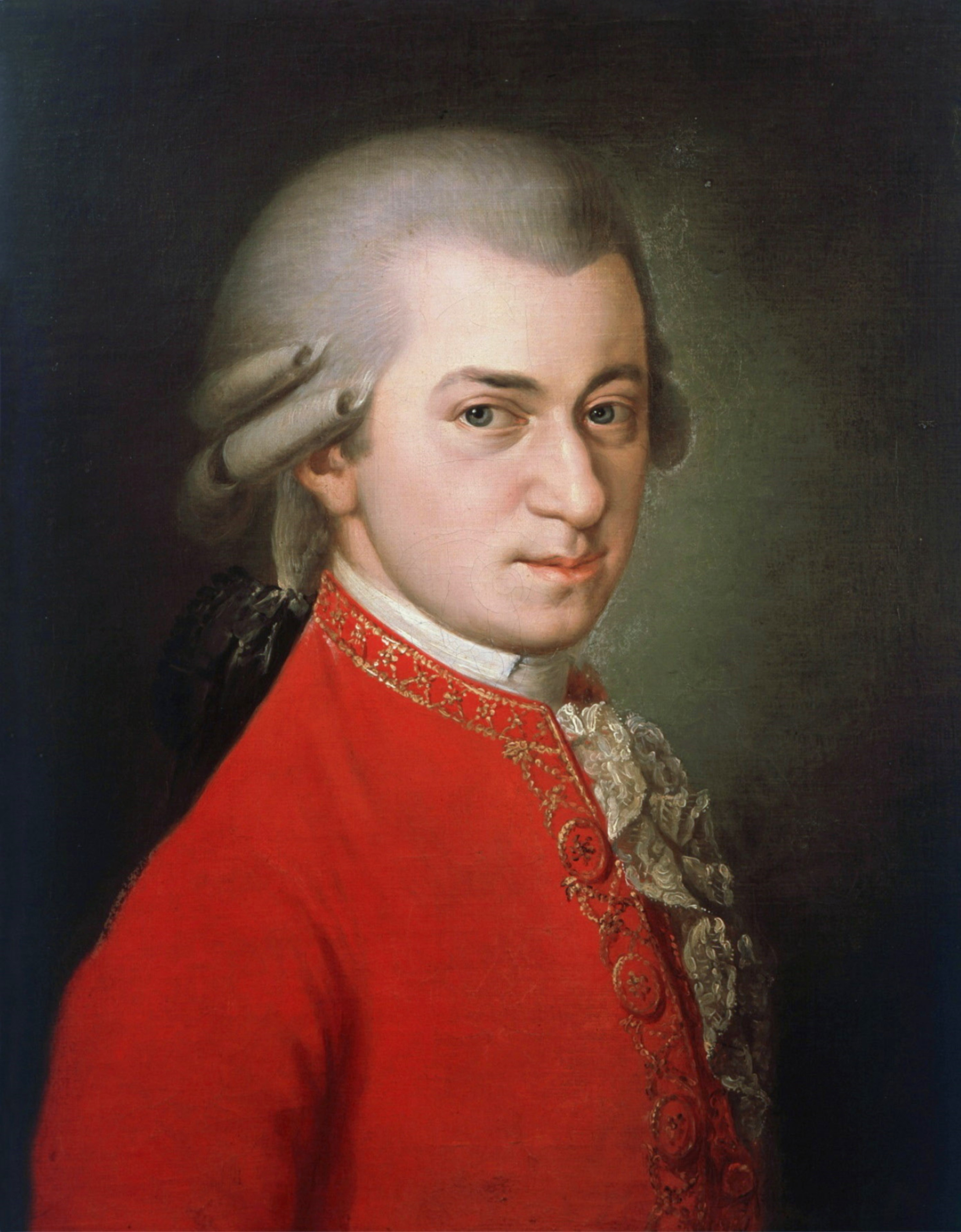
Wolfgang Amadeus Mozart.

Wolfgang är ett tyskt mansnamn som ursprungligen populariserades i det Tysk-romerska riket under 1200-talet och betyder "varggång" eller "ledare". Wolfgang förekommer i synnerhet mest i Tyskland.

## Personer med namnet Wolfgang
- Wolfgang Amadeus Mozart, österrikisk kompositör
- Wolfgang Petersen, tysk regissör
- Wolfgang Priklopil, österrikisk brottsling
- Wolfgang Reitherman, amerikansk animatör
- Wolfgang Schäuble, tysk politiker (CDU)
- Wolfgang Wagner, tysk operaproducent och ättling till Richard Wagner,
- Wolfgang Zaugg, aka Lasermannen, svensk mördare och bankrånare, nu John Ausonius